# Canton de Lisieux-2
Le canton de Lisieux-2 est une ancienne division administrative française située dans le département du Calvados et la région Basse-Normandie.

## Géographie
Ce canton était organisé autour de Lisieux dans l'arrondissement de Lisieux. Son altitude variait de 32 m (Lisieux) à 166 m (Saint-Martin-de-la-Lieue) pour une altitude moyenne de 54 m.

## Histoire
Le 31 janvier 1985 le canton de Lisieux-2 est modifié à la suite du décret 85-144.
Le 23 octobre 1985, une décision du Conseil d'Etat (n° 66608) annule le décret précédent.
Le 27 février 1991, le décret 91-210 modifie le canton Lisieux-2 à la suite de la création du canton Lisieux-3.

## Représentation

### Conseillers d'arrondissement (de 1833 à 1940)
Le canton de Lisieux-2 avait deux conseillers d'arrondissement jusqu'en 1926.
| Période                                  | Période      | Identité                           | Étiquette               | Qualité |
| ---------------------------------------- | ------------ | ---------------------------------- | ----------------------- | --- |
| 1833                                     | 1839         | Joseph-François de Bellemare       | Monarchiste             | Ancien député (1824-1831), ancien maire de Lisieux, pair de France (à partir de 1835)                       |
| 1833                                     | 1843         | Adrien Benjamin de Formeville père |                         | Marchand de toiles, premier adjoint au maire de Lisieux (maire en 1842)                                     |
| 1839                                     | 1848         | M. Éléonore Perrier                |                         | Président du tribunal de commerce de Lisieux                                                                |
| 1843                                     | 1848         | Michel-Henri Bloche                |                         | Avocat à Lisieux                                                                                            |
| 1848                                     | 1852         | François Fauque                    |                         | Avoué à Lisieux                                                                                             |
| 1848                                     | 1852         | Eléonore Perrier                   |                         | Propriétaire à Lisieux                                                                                      |
| 1852                                     | 1877         | Méry Sanson                        |                         | Négociant à Lisieux                                                                                         |
| 1852                                     | 1877         | Olivier Lefrançois                 |                         | Propriétaire à Lisieux                                                                                      |
| 1877                                     | 1892         | Théodule Peulevey                  | Républicain             | Manufacturier à Lisieux                                                                                     |
| 1877                                     | 1879         | Paul Banaston                      | Républicain             | Avocat à Lisieux, ancien conseiller à la Cour de Cassation                                                  |
| 1879                                     | 1898         | Jean-Joachim Janson (1836-1905)    |                         | Négociant en bois, adjoint au maire de Lisieux                                                              |
| 1892                                     | 1901         | Henry Chéron                       | Républicain radical     | Avocat, propriétaire à Lisieux                                                                              |
| 1898                                     | 1940         | Gaston Le Bray (1874-1954)         | Républicain radical     | Avocat, propriétaire, adjoint au maire de Lisieux                                                           |
| 1901                                     | 1923 (décès) | Pierre Beaumont                    | Républicain radical     | Propriétaire agriculteur, maire de Saint-Jacques                                                            |
| 1923                                     | 1928         | Robert Radulphe                    | Républicain RG          | Vétérinaire sanitaire de la ville de Lisieux                                                                |
| 1928                                     | 1940         | Pierre Adeline                     | Républicain indépendant | Médecin, adjoint au maire de Lisieux                                                                        |
| 1940                                     |              |                                    |                         | Les conseils d'arrondissement ont été suspendus par la loi du 12 octobre 1940 et n'ont jamais été réactivés |
| Les données manquantes sont à compléter. |              |                                    |                         | |

### Conseillers généraux de 1833 à 2015
| Période | Période          | Identité                                  | Étiquette                        | Qualité |
| ------- | ---------------- | ----------------------------------------- | -------------------------------- | --- |
| 1833    | 1843 (démission) | Antoine Labbey (1794-1847)                |                                  | Propriétaire, conseiller d'arrondissement, adjoint au maire de Lisieux, nommé à la recette particulière de Lisieux en 1843                                                                  |
| 1843    | 1848             | Adrien-Benjamin de Formeville (1773-1860) |                                  | Marchand de toile, maire de Lisieux (1842-1847), conseiller d'arrondissement |
| 1848    | 1852 (démission) | Paul-Louis Target                         | Républicain                      | Propriétaire à Paris, député (1871-1876) |
| 1852    | 1861             | François Fauque (1803-1877)               |                                  | Avoué, maire de Lisieux (1853-1870), conseiller d'arrondissement |
| 1861    | 1871             | Jean Lambert Fournet                      |                                  | Manufacturier, ancien maire de Lisieux (1847-1848) |
| 1871    | 1879             | Georges Duchesne (1840-1885)              | Républicain                      | Manufacturier à Lisieux |
| 1879    | 1892 (décès)     | Paul Banaston                             | Républicain                      | Avocat puis procureur de la République à Paris, adjoint au maire de Lisieux, conseiller d'arrondissement, président du conseil général (1891-1892)                                          |
| 1892    | 1901             | Théodule Peulevey (1828-1905)             | Républicain                      | Manufacturier, maire de Lisieux (1881-1894), conseiller d'arrondissement |
| 1901    | 1936 (décès)     | Henry Chéron                              | Républicain puis Modéré          | Avocat à Caen, maire de Lisieux (1894-1936), conseiller d'arrondissement, député (1906-1913), sénateur (1913-1936), président du conseil général (1911-1936), ministre (entre 1906 et 1934) |
| 1936    | 1937             | Paul Hérode                               | Républicain                      | Vétérinaire |
| 1937    | 1940             | Maurice Lefebvre                          | Rad.ind.                         | Propriétaire, maire de Saint-Martin-de-la-Lieue, nommé conseiller départemental en 1943 |
|         |                  |                                           |                                  | |
| 1945    | 1949             | Joseph Bideau                             | MRP puis Républicain indépendant | Pharmacien, adjoint au maire de Lisieux |
| 1949    | 1981 (démission) | Robert Bisson                             | RPF puis RS puis UDR puis RPR    | Pharmacien, président du conseil général (1970-1979), député (1958-1981), maire de Lisieux (1953-1977)                                                                                      |
| 1981    | 1982             | Philippe Vacher                           | PS                               | Adjoint au maire de Lisieux, conseiller régional, suppléant de la députée Yvette Roudy (1988-1993)                                                                                          |
| 1982    | 1985             | Gilbert Dehais                            | PS                               | Commerçant retraité, conseiller municipal de Lisieux , suppléant du député Henry Delisle (1981-1986)                                                                                        |
| 1985    | 1998             | Michel Triqueneaux                        | UDF                              | Pharmacien conseiller municipal de Lisieux |
| 1998    | 2004             | Gilbert Dehais                            | PS                               | Commerçant retraité, adjoint au maire de Lisieux (1989-2001) |
| 2004    | 2015             | Clotilde Valter                           | PS                               | Haut-fonctionnaire, Ancienne conseillère municipale de Lisieux, députée (2012-2017) |

Le canton participait à l'élection du député de la troisième circonscription du Calvados.

## Composition

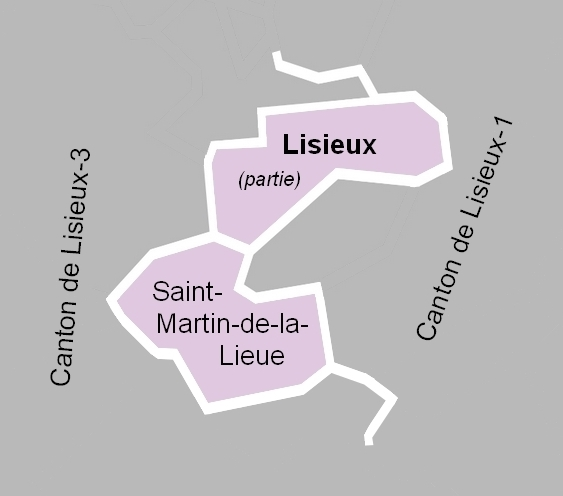
La carte des communes du canton. Les cantons limitrophes étaient ceux de Lisieux-3 et de Lisieux-1.

Le canton de Lisieux-2 se composait d’une fraction de la commune de Lisieux et de la commune de Saint-Martin-de-la-Lieue. Il comptait 11 049 habitants en 2012 (population municipale).
À la suite du redécoupage des cantons pour 2015, la commune de Saint-Martin-de-la-Lieue et l'intégralité de la commune de Lisieux sont rattachées au nouveau canton de Lisieux.

### Ancienne commune
L'ancienne commune de Saint-Hippolyte-des-Prés, absorbée en 1834 par Saint-Martin-de-la-Lieue, était la seule commune supprimée, depuis la création des communes sous la Révolution, incluse dans le territoire du canton de Lisieux-2 dans son périmètre de 1985 à 2015.

## Démographie
| 1962 | 1968 | 1975 | 1982 | 1990   | 1999   | 2006   | 2011   | 2012   |
| ---- | ---- | ---- | ---- | ------ | ------ | ------ | ------ | ------ |
| -    | -    | -    | -    | 13 656 | 13 362 | 13 137 | 11 142 | 11 049 |